# 斯洛伐克區份

斯洛伐克區份

區是斯洛伐克的二級行政區，位於省之下，下轄市鎮。
目前斯洛伐克有79個區，其中首都布拉迪斯拉發分為5個區，科希策分為4個區。

## 外部連結
- （斯洛伐克語） Urban and municipal statistics